# Banco Central da Síria
O Banco Central da Síria (em árabe: مصرف سورية المركزي‎‎, Masrif Suriat Almarkazi) é a instituição bancária central da Síria. O banco está localizado em Damasco, com 11 agências espalhadas pelas províncias sírias. As operações do banco estabeleceram-se em 1953, tendo início em 1956. O objetivo do banco é, segundo a própria instituição, promover a integridade da estabilidade e a eficiência dos sistemas financeiros e de pagamentos do país, de modo a promover o melhor progresso macroeconômico.

## Reservas de ouro
Desde o início da Guerra Civil Síria, relata-se que as reservas de ouro da Síria foram reduzidas pela metade do valor da pré-guerra civil em cerca de US$ 17 bilhões, devido às vendas sucessivas por parte do governo sírio para lidar com as sanções internacionais. Além disso, a diminuição do ouro pode estar associada à utilização de reservas estrangeiras, com o intuito de atender às demandas de um déficit orçamentário que aumentou para cerca de US$ 6,7 bilhões no país.

## Desenvolvimentos recentes
Os Estados Unidos, Canadá, União Europeia, Liga Árabe e a Turquia impuseram sanções no Banco Central da Síria por causa da Guerra Civil Síria. No caso das sanções estadunidenses, estas já haviam sido realizadas no USA PATRIOT Act, na seção 311, por uma suposta lavagem de dinheiro feita pelo banco.
De modo contínuo, a instituição tem tentado minar as sanções internacionais por meio de reuniões amigáveis entre executivos de outros países, como em Moscou, no ano de 2012. O Banco Central da Síria assumiu um papel cada vez mais clandestino no setor privado, uma vez que a economia falha do país impediu o sucesso do investimento estrangeiro. Durante a Guerra Civil Síria, o prédio da organização bancária foi atacado três vezes. Em abril de 2012, uma granada de RPG foi estourada no prédio e, em abril de 2013, o banco foi afetado pela explosão de um carro-bomba, além de ataques com morteiro.

## Presidentes
Desde o início das atividades bancárias do Banco Central da Síria, 11 presidentes passaram pela administração da instituição.
- Izzat Traboulsi (1956–1961)[14]
- Hosni Al Sawaf (1961–1963)[15]
- Nourallah Nourallah (1963–1963)[16]
- Adnan Al Farra (1963–1970)[17]
- Nasouh Al Dakkak (1971–1978)[18]
- Rifaat Al Akkad (1978–1984)[19]
- Hisham Mutawalli (1984–1987)[20]
- Mohammad Al Sharif (1987–2005)[21]
- Mohammad Bashar Kabbarah (1995–2004)[22]
- Adib Mayaleh (2005–2016)[23]
- Duraid Durgam (2016–2018)[24]
- Hazem Karfoul (2018–2021)
- Mohammed Issam Hazima (2021–2024)
- Maysaa Sabreen (2024–presente)